# Nikolčice
Nikolčice – miejscowość i gmina (obec) w Czechach, w kraju południowomorawskim, w powiecie Brzecław. W 2022 roku liczyła 771 mieszkańców.